# Isaac Promise
Isaac Promise (Zaria, 1987. december 2. – Austin, Texas, USA, 2019. október 2.) olimpiai ezüstérmes nigériai labdarúgó, csatár.

## Pályafutása

### Klubcsapatban
2003 és 2005 között a Grays International korosztályos csapatában kezdte a labdarúgást. 2005 és 2017 között egy idény kivételével Törökországban játszott. A Gençlerbirliği, a Trabzonspor, a Manisaspor, az Antalyaspor, a Balıkesirspor, a Karabükspor és a Giresunspor labdarúgója volt. Közben 2014–15-ben a szaúdi Al Ahli együttesében szerepelt. 2018-tól halálálig az Egyesült Államokban játszott. 2018-ban a Georgia Revolution, 2019-ben az Austin Bold játékosa volt.

### A válogatottban
2009-ben három alkalommal szerepelt a nigériai válogatottban és egy gólt szerzett. Részt vett a 2008-as pekingi olimpián a csapattal és az ezüstérmes együttes csapatkapitánya volt.

## Sikerei, díjai
Nigéria
- Olimpiai játékok
  - ezüstérmes: 2008, Peking